# Artem Semenenko
Artem Semenenko (Ucraineană: Семененко Артем Андрійович; n. 15 martie 1988, Kiev) este un fotbalist ucrainean care, în prezent, este liber de contract.